# 946 до н. е.

## Події
- Закінчення будівництва царського палацу в Єрусалимі. Соломон передає Хіраму 20 міст.

## Померли
- Чжоу-мо Вань, китайський імператор  династії Чжоу.